# 여름을 향한 터널, 이별의 출구
《여름을 향한 터널, 이별의 출구》(일본어: 夏へのトンネル、さよならの出口 나쓰에노 톤네루 사요나라노 데구치[*], 영어: The Tunnel to Summer, the Exit of Goodbyes)는 하치모쿠 메이가 쓴 일본의 라이트 노벨이다. 일러스트는 쿳카가 담당했다. 가가가 문고(쇼가쿠칸)에서 2019년 7월 18일에 발매되었다.

## 줄거리
자신의 잘못으로 여동생 카렌이 죽었다고 자책하는 카오루가 사는 코자키마을엔

우라시마 터널의 전설이 있는데 우연히 철길을 따라 걷다가 미끄러지면서 가게 된

터널에 들어가게 되고 그곳이 시간이 빨리 흐르는 우라시마 터널임을 알게 되면서

여동생 카렌을 다시 되찾을 수 있다는 희망을 품게 되는데 역에서 카오루가 우산을 빌려준

전학생 안즈는 카오루를 몰래 따라가고 우라시마 터널의 존재를 알게 되고

카오루와 안즈는 터널을 조사해 터널 안 10초가 바깥 세상의 6시간임을 알게 되는데...

## 등장인물
토오노 카오루(塔野カオル)
성우 - 스즈카 오지
본작의 주인공. 의심스러운 사고로 여동생을 잃은 시골 고등학생.
하나시로 안즈(花城あんず)
성우 - 이토요 마리에
본작의 히로인. 어떤 사정으로 시골로 전학해 온 소녀.
카와사키 코하루(川崎小春)
성우 - 코미야 아리사
반의 여왕님 포지션에 있는 소녀.
카가 쇼헤이(加賀翔平)
성우 - 하타나카 타스쿠
카오루의 친구.
토오노 카렌(塔野カレン)
성우 - 코바야시 세이란
카오루의 여동생.
하마모토 선생
성우 - 테루이 하루카
카오루의 반의 담임.
카오루의 아버지
성우 - 코야마 리키야

## 서지 정보
- 하치모쿠 메이(저)·쿳카(일러스트) 《여름을 향한 터널, 이별의 출구》 쇼가쿠칸 〈가가가 문고〉, 2019년 7월 18일 발매, ISBN 978-4-09-451802-3

## 극장 애니메이션
2021년 12월에 극장판 애니메이션화가 발표되었다. 2022년 9월 9일에 공개되었다.

### 출연진

#### 주연
- 스즈카 오지 - 토노 카오루 목소리 역
- 이토요 마리에 - 하나시로 안즈 목소리 역

#### 조연
- 하타나카 타스쿠 - 카가 쇼헤이 목소리 역
- 코미야 아리사 - 카와사키 코하루 목소리 역
- 테루이 하루카 - 하마모토 선생 목소리 역
- 코야마 리키야 - 카오루의 아버지 목소리 역
- 코바야시 세이란 - 토노 카렌 목소리 역

### 스태프
- 원작 - 하치모쿠 메이
- 감독·각본·그림 콘티·연출 - 타구치 토모히사
- 연출 - 미야케 칸지
- 캐릭터 디자인·총작화 감독 - 야부키 토모미
- 작화 감독 - 타치카와 세이지, 야부키 사토미, 하세가와 미치오, 카토 야스히사
- 프롭 디자인 - 이나루 루미
- 색채 설계 - 고다 사오리
- 미술 설정 - 츠나도 에이코
- 미술 보드 - 쿠리린 다이키
- 미술 감독 - 하타케야마 유키
- 촬영 감독 - 호시나 타쿠미
- CG 감독 - 사이토 츠카사
- 편집 - 미시마 쇼키
- 음악 - 후우키 하루미
- 음향 감독 - 이이다 사토키
- 음향 제작 - 스튜디오 마우스
- 음향 제작 담당 - 우가사와 카나
- 설정 제작 - 니시카와 마츠
- 애니메이션 제작 - CLAP
- 제작 - 영화 『여름을 향한 터널, 이별의 출구』 제작위원회
- 배급 - 포니 캐년